# Парный удар
«Парный удар» (англ. Sidekicks) — кинофильм, снятый в 1992 году. В России выходил также под названием «Боковые удары» в варианте перевода от телеканала ТВ-6. На видеокассетах был известен под названием «Напарники».

## Сюжет
Барри живёт со своим отцом в Техасе. В жизни у него много проблем: в школе у него нет друзей и все его дразнят, особенно из-за слабого здоровья. Барри скрывается от окружающего мира в мире своих фантазий, где он всегда дерётся рядом со своим кумиром — Чаком Норрисом. В фантазиях он сражается с врагами Чака Норриса, известными по его предыдущим фильмам; часто эти враги принимают облик ребят, издевающихся над Барри.
Старый китаец мистер Ли, дядя одной из учительниц Барри, берется научить мальчика кунг-фу, чтобы он мог защититься от нападок сверстников. Позже Барри сможет принять участие в турнире, гостем которого окажется его кумир собственной персоной.

## В ролях
- Чак Норрис — Чак Норрис
- Джонатан Брэндис — Барри Габревски
- Бо Бриджес — Джерри Габревски, отец Барри
- Мако Ивамацу — мистер Ли, учитель Барри
- Даника МакКеллар — Лорен